# تخريب (ممثل)
تخريب (بالبرتغالية: Sabotage‏) هو رابر ومغني وممثل برازيلي، ولد في 13 أبريل 1973 بساو باولو في البرازيل، وتوفي بنفس المكان في 24 يناير 2003.

## وصلات خارجية
- تخريب على موقع IMDb (الإنجليزية)
- تخريب على موقع ألو سيني (الفرنسية)
- تخريب على موقع ميوزك برينز (الإنجليزية)
- تخريب على موقع ديسكوغز (الإنجليزية)
- تخريب على موقع قاعدة بيانات الفيلم (الإنجليزية)
- تخريب على موقع كينوبويسك (الروسية)